# Persönlichkeitswahl
Als Persönlichkeitswahl werden Wahlen bzw. Wahlsysteme bezeichnet, in denen einzelne Personen (Kandidaten) gewählt werden können. Dementsprechend entscheidet die Persönlichkeit dieser Kandidaten über den Wahlausgang. 
Die Persönlichkeitswahl ist das Gegenstück zur Listenwahl. 

## Persönlichkeitswahl als Wahlsystem
Die Persönlichkeitswahl ist eine Mehrheitswahl, bei der die Wähler sich zwischen einzelnen Personen entschieden müssen.
Ein Beispiel dafür ist in Deutschland die Wahl des Direktkandidaten bei der Bundestagswahl. Dabei wird in jedem Wahlkreis mit der Erststimme aus den kandidierenden Wahlkreisbewerbern ein Abgeordneter gewählt. Allerdings entscheidet letztlich hauptsächlich die Zweitstimme über das Kräfteverhältnis im Parlament. Die Mehrheitswahl in Ein-Personen-Wahlkreisen ist jedoch lediglich ein Sonderfall einer Persönlichkeitswahl. Allgemeiner sind Persönlichkeitswahlverfahren alle Verfahren, bei denen Personen direkt gewählt werden können. Hierzu zählen auch zum Beispiel das Präferenzwahlsystem.
Verfahren der personalisierten Verhältniswahl sowie das Kumulieren und Panaschieren verbinden Elemente der Persönlichkeitswahl mit denen der Listenwahl.

## Bedeutung der Persönlichkeit der Kandidaten
Wahlen, die durch die Persönlichkeit der Kandidaten entschieden werden, sind Persönlichkeitswahlen im ursprünglichen Sinne, da hier nicht nur die obige Bedingung der Direktwahl der Parlamentarier gegeben war, sondern zudem einzig ihre Person (nicht aber ihre Parteizugehörigkeit) für die Stimmenverteilung entscheidend war. Dieses Phänomen trat vor allem bei Wahlen, die vor der Herausbildung der Parteiensysteme stattfanden, auf (z. B. Wahl zur Frankfurter Nationalversammlung 1848).